# Tahaciîn, Turiisk
Tahaciîn (în ucraineană Тагачин) este un sat în comuna Kliusk din raionul Turiisk, regiunea Volînia, Ucraina.

## Demografie
Componența lingvistică a localității Tahaciîn
     Ucraineană (100%)
Conform recensământului din 2001, toată populația localității Tahaciîn era vorbitoare de ucraineană (100%).